# ジ・インナー・ライト
「ジ・インナー・ライト」（The Inner Light）は、ビートルズの楽曲。1968年3月にシングル盤『レディ・マドンナ』のB面曲として発売された。作詞作曲はジョージ・ハリスンで、B面曲ながらハリスン作の楽曲がイギリスで発売されたシングルに収録された初の例となった。「ラヴ・ユー・トゥ」と「ウィズイン・ユー・ウィズアウト・ユー」に次いで3曲目となるインド音楽を取り入れた楽曲で、ハリスンが書くインド音楽を取り入れた楽曲は本作で最後となった。歌詞は老子道徳経から引用したもの。
ハリスンは、1968年にボンベイにあるHMVスタジオで行われたアルバム『不思議の壁』のセッション中に、本作のインストゥルメンタル・セクションを録音し、その後ロンドンのEMIレコーディング・スタジオでボーカル録りを行った。楽器の演奏はインドのミュージシャンによるもので、ハリスンのリード・ボーカルのほか、ビートルズのメンバーによる貢献はジョン・レノンとポール・マッカートニーのバッキング・ボーカルのみとなっている。オリジナル・アルバムには未収録となっており、解散後に発売された『レアリティーズ Vol.2』、『パスト・マスターズ Vol.2』などのコンピレーション・アルバムに収録された。
ハリスンの死の翌年に行われたトリビュート・ライブ『コンサート・フォー・ジョージ』で、ジェフ・リンとアヌーシュカ・シャンカルによって演奏された。2020年にマテリアル・ワールド財団は、新型コロナウイルス救済活動として、「#innerlight2020」というハッシュタグを付けてSNS上で共有されるごとに1ドルを寄付する「The Inner Lightチャレンジ」を呼びかけた。

## 背景
ビートルズは、1967年よりマハリシ・マヘーシュ・ヨーギーが伝える超越瞑想に関心を持ち始め、最初にマハリシの下で学んだ1か月後にデヴィッド・フロストが司会の番組『ザ・フロスト・レポート』に出演したレノンとハリスンは、瞑想の素晴らしさについて論じた。10月4日の放送では、様々なゲストと超越瞑想のメリットなどについて議論と交わし、番組内で法廷弁護士のジョン・モーティマーは「とても特全的で、つまるところは恐ろしく利己的に思える」と語り、ケンブリッジ大学のサンスクリット研究家であるジュアン・マスカロは「『私たちの魂の中心に位置している歓びと存在の歓び、そして愛の歓び』の追究」について語った。
番組出演以降、マスカロとハリスンは文通を続け、著書『ランプス・オブ・ファイア:ザ・スピリット・オブ・レリジョンズ』を共に送った手紙の追伸で、マスカロは老子道徳経から選んだ一節にハリスンが注目するように、「老子の言葉に音楽を付けると面白いかもしれない。例えば66ページの48番目あたりに」と書いた。ハリスンは、老子道徳経から以下の言葉を引用した。
歌詞について、ハリスンは「オリジナルの詩では『Without going out of my door, I can know the ways of heaven（戸を出でずして、天下を知り、牖（）より闚（）わずして、天道を見る）』となっている。そこで一切誤解されることがないように、それを2番目のヴァースとして繰り返した。ただし『Without going out of your door / You can know all things on earth / Without looking out of your window / You can know the ways of heaven（ドアの外に出なくても、世界中の出来事が分かるだろう。窓の外を見なくても、天の摂理は理解できるだろう。）』と書き換えてね。これは特にジュアン・マスカロのために書いた曲だった。本を送ってくれたのはジュアンだし、とても素敵なご老人だったからね」と語っている。
本作は、「ラヴ・ユー・トゥ」や「ウィズイン・ユー・ウィズアウト・ユー」に次いで3曲目となるインド音楽を取り入れた楽曲。2つのヴァースと3つのブリッジで構成されていて、ブリッジ部分は作家のピーター・ラヴェッツォーリが「騒々しい4分の4拍子」と称するように、穏やかな印象を持ったヴァースとは対照的なアレンジになっている。

## レコーディング

### ボンベイでのセッション

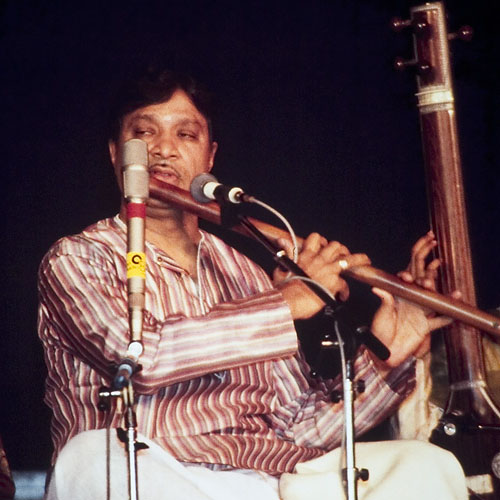
本作のレコーディングに参加したバーンスリー奏者のハリプラサドゥ・チャウラシア

ハリスンは、1968年1月9日から13日にかけてボンベイにあるHMVスタジオで、映画『ワンダーウォール』のサウンドトラックのレコーディング・セッションを行っていた。演奏には、アアシッシュ・カーン（サロード）、ハヌマン・ジェイデフ（シェーナイ）、ハリプラサドゥ・チャウラシア（バーンスリー）、マハプルッシュ・ミスラ（パカワジ）、ラジラム・ディサード（ハーモニウム）らが参加した。
映画のサウンドトラックは、ハリスンの規律のあるアプローチと、現地のミュージシャンの手際の良さから、予定よりも早く完成した。そのため、余った時間でハリスンは、ビートルズのレコードで使用することを想定したラーガ数曲と、本作のインストゥルメンタル・トラックのプロデュースを手がけた。インストゥルメンタル・トラックは、2トラック・レコードを使用して、5テイク録音された。

### EMIレコーディング・スタジオでのセッション
1968年春、ビートルズのメンバーはインドのリシケーシュでマハリシ・マヘーシュ・ヨーギーの下で超越瞑想の修行を行うこととなった。これに伴い、1968年2月に修行で不在となっている間にシングルを発売することが決まり、ハリスンはシングルのためのレコーディング・セッション中に本作を完成させた。2月6日にロンドンにあるEMIレコーディング・スタジオでハリスンは、4トラック・テープのトラック4にリード・ボーカルを録音した。ボーカル録りに際して、ハリスンは「僕が歌うことで、曲が台無しになったりしないだろうか」と消極的であったが、ポール・マッカートニーの励ましによりボーカル録りに臨むこととなった。この2日後、「Do all without doing（為すことなくすべてを為せ）」というフレーズに、レノンとマッカートニーのバッキング・ボーカルが加えられ、これはトラック3に録音された。
1968年2月8日にモノラル・ミックスが作成されたが、ビートルズの活動中にステレオ・ミックスは作成されず、1970年1月27日に初めてステレオ・ミックスが作成された。本作のステレオ・ミックスは、解散後の1981年12に発売された『ザ・ビートルズ EPコレクション』に含まれている『ザ・ビートルズ』のA面1曲目に収録された。CD作品では1988年3月にリリースされたコンピレーション・アルバム『パスト・マスターズ Vol.2』で初収録となった。なお、ボンベイでのセッションでハリスンがプロデュースを務めたにもかかわらず、本作のプロデューサーのクレジットは、EMIレコーディング・スタジオでのセッションのプロデュースを手がけたジョージ・マーティンのみとなっている。

## リリース
「ジ・インナー・ライト」は、イギリスで1968年3月15日に発売されたシングル盤『レディ・マドンナ』のB面に収録され、3日後にアメリカでも発売された。アメリカのBillboard Hot 100では、最高位96位を記録した。オーストラリアでは両A面扱いされ、Go-Set Internationalチャートで第1位を獲得した。
2006年にシルク・ドゥ・ソレイユのショーのサウンドトラック盤として発売された『LOVE』には、同じくハリスン作の「ヒア・カムズ・ザ・サン」の終盤に次曲に繋がるように収録された。なお、この音源には同じく「ウィズイン・ユー・ウィズアウト・ユー」のタブラも加えられている。
2014年にハリスンのソロ・アルバム『不思議の壁』が再発売された際に、ボーナス・トラックとして完成バージョンとは異なるインストゥルメンタルが追加収録された。

## 評価
作家のニコラス・シャフナーは、1977年に出版した著書で本作を「ハリスンがビートルズの作品にインド音楽を取り入れた最高で最後の楽曲」と書いている。著書の中で、シャフナーは「ウィズイン・ユー・ウィズアウト・ユー」と共に、「一度聴くと忘れられない、絶妙に美しいメロディが特徴」と評している。音楽評論家のイアン・マクドナルドは「快活で魅力的。ハリスンが書いた最も魅力的な作品の1つ」と評している。
2003年に発行された『モジョ』誌の中で、ジャーナリストのジョン・ハリスは「ビートルズのレパートリーにインド音楽を取り入れた最も美しい楽曲」と称賛した。
ビートルズのメンバーからも高く評価されており、特にレノンとマッカートニーは揃ってこの曲を絶賛し、レノンはこの曲をシングルに入れるために「アクロス・ザ・ユニバース」をシングル候補曲から外した程だった。マッカートニーは「インド音楽云々ということは忘れて、メロディを聴いて欲しい。美しいメロディだと思わないかい？本当に素晴らしい」と称賛している。

## クレジット
※出典（特記を除く）
ビートルズ
- ジョージ・ハリスン - リード・ボーカル、指揮者
- ジョン・レノン - ハーモニー・ボーカル
- ポール・マッカートニー - ハーモニー・ボーカル

外部ミュージシャン
- アアシッシュ・カーン - サロード
- ハヌマン・ジェイデフ - シェーナイ
- ハリプラサドゥ・チャウラシア - バーンスリー
- マハプルッシュ・ミスラ - パカワジ
- ラジラム・ディサード - ハーモニウム
- 演奏者不明 - タブラ

## 他のアーティストによるカバーや文化的影響
1967年に「ウィズイン・ユー・ウィズアウト・ユー」をカバーしたソウルフル・ストリングスは、1968年に発売されたアルバム『Another Exposure』で本作をカバーした。ジュニア・パーカーも本作をカバーしており、1970年にジミー・マクグリフとの共同名義で発売されたアルバム『The Dudes Doin' Business』に収録された。また、1970年代後半に流通したビートルズの同人誌のタイトルとして、本作のタイトルが引用された。
1992年6月にアメリカで『新スタートレック』のシーズン5第25話「超時空惑星カターン（原題:The Inner Light）」が放送され、1993年にヒューゴー賞映像部門を受賞した。同エピソードのタイトルは、ビートルズのファンである脚本家のモーガン・ジェンデルが本作にちなんで付けたもの。
ビートルズの解散後、ハリスンと度々共演したことのあるジェフ・リンは、ハリスンの死の翌年の11月29日にロイヤル・アルバート・ホールで開催されたハリスンのトリビュート・ライブ『コンサート・フォー・ジョージ』で、シタール奏者のアヌーシュカ・シャンカルと共に本作を演奏した。演奏にはハリスンの息子であるダーニ（キーボード、バッキング・ボーカル）の他、インドのミュージシャンが参加した。

### The Inner Lightチャレンジ
2020年、新型コロナウイルスの感染拡大を受けて、マテリアル・ワールド財団は「MusiCares COVID-19救済基金」、「セーブ・ザ・チルドレン」、「国境なき医師団」に50万ドルを寄付した。同時に財団は、本作の歌詞を「#innerlight2020」というハッシュタグを付けて共有されるごとに1ドルを寄付する「The Inner Lightチャレンジ」を展開した。
本作のリリックビデオが公開された3月26日に、ハリスンの息子であるダーニがソファに座ってチベットの鈴を鳴らしながら本作を歌唱する動画も公開された。ハリスンの未亡人であるオリビアは、本作について「ジョージが歌ったこれの歌詞は、隔離されている人や避難するための要求を促しているすべての人々へのポジティブなリマインダー。この困難な時期に（隔離した中で）繋がる方法を手に入れるために。私たちにできることとして“内なる光”を共有するべく、皆さんを迎え入れます」と語っている。

## チャート成績
| チャート (1968年)                       | 最高位 |
| --------------------------------------- | ------ |
| オーストラリア (Go-Set National Top 40) | 1      |
| US Billboard Hot 100                    | 96     |